# Biloberizka
Biloberizka (ucraniano: Білобері́зка) es un municipio rural de Ucrania perteneciente al raión de Verjovyna de la óblast de Ivano-Frankivsk.
En 2020, el territorio del actual municipio tenía una población de unos ocho mil habitantes, de los que unos mil doscientos vivían en el propio pueblo de Biloberizka y el resto repartidos en dieciséis pedanías. El municipio se formó en 2015 mediante la fusión de los consejos rurales de Biloberizka (que hasta entonces no tenía pedanías), Usteriky y Jórotseve, a los que se fueron añadiendo hasta 2020 los de Probínivka, Hrýniava, Holóshyna, Dovhopole, Yablunytsia y Stební. Además de esos nueve pueblos, pertenecen al actual municipio otros ocho: Barvínkiv, Hramotne, Stovpni, Bila Richka, Kojan, Polianky, Senkivske y Cheremoshna.
El pueblo fue fundado en el siglo XVII, junto con gran parte de los pueblos de la zona, como un lugar de refugio para habitantes de las zonas bajas de los Cárpatos, que huían a las zonas montañosas para evitar las explotación feudal. Se conoce la existencia de Biloberizka en documentos desde 1669. En 1839 se construyó aquí una notable iglesia de madera, que es el principal símbolo de la localidad. En 1928 se abrió aquí el puesto fronterizo de Białoberezka de la Segunda República polaca, al hallarse el pueblo en la frontera con el reino de Rumania.
Se ubica junto al límite con la óblast de Chernivtsí marcado por el río Cheremosh, unos 20 km al este de la capital distrital Verjovyna.